# Bikini (musikgrupp)
Bikini är ett ungerskt rockband.

## Biografi
Bandet bildades år 1982 av sångaren Feró Nagy och gitarristen József Vedres efter gruppen Beatrice lades ner. Basisten Alajos Németh, hans bror, trummisen Gábor Németh och gitarristen Gábor Szűcs Antal slöt sig till dem och bildade Bikini.
I början av karriären spelade Bikini främst punkmusik, ganska lik den Beatrice spelade. Frontmannen och låtskrivaren Feró Nagy såg bandet som ett Beatrice-efterband som även gjorde en del covers på Beatrices låtar. Många av fansen var desamma som för Beatrice, de gick till konserterna endast för Feró Nagyfenomenet och inte för gruppens skull. Gruppen släppte två album, "Hova lett..." år 1983 och "XX. századi híradó" år 1984 (utan Gábor Szűcs Antal).
År 1985 lämnade Feró Nagy bandet, och den nya sångaren blev Lajos D. Nagy tillsammans med keyboardisten Péter Gallai. Detta innebar en stor förändring i Bikinis stil och image. Under det sena 1980-talet blev gruppen ett professionellt och talangfullt lag som mest spelade njutbara pop- och rocklåtar. Tillsammans med några förändringar i bandmedlemmarna under flera år (mest känt är Bertalan Hirlemann och trummisen Szolt Daczi som gitarrist) släppte gruppen ett flertal album och gjorde succéfyllda konserter. År 1988 släppte de albumet "Ha volna még időm".
Bandet fortsatte att släppa album under det tidiga 1990-talet. År 1992 vid toppen av bandets karriär lades gruppen ned. De återförenades år 1997 efter fem års uppehåll. Tillsammans med nya bandmedlemmar under slutet av 1990-talet fortsatte gruppen att släppa succéfyllda album och konserter. Det senaste albumet "Angyali üdvözlet" släpptes år 2004. År 2005 gjorde de en ny turné som sträckte sig i flera länder.
Idag består bandet av Lajos D. Nagy (sång), Endre Csillag (gitarr), Alajos Németh (bas), Szabolcs Bördén (keyboard), Dénes Markovics (saxofon) samt Viktor Mihalik (trummor).

## Diskografi
- 1983 – Hova lett...
- 1984 – XX. századi híradó
- 1985 – Ezt nem tudom másképp mondani
- 1987 – Mondd el
- 1988 – Ha volna még időm
- 1988 – Bikini
- 1989 – Közeli helyeken
- 1990 – Temesvári vasárnap
- 1991 – A sötétebbik oldal
- 1992 – Izzik a tavaszi délután
- 1993 – Búcsúkoncert
- 1996 – Aranyalbum
- 1997 – A szabadság rabszolgái
- 1998 – Körutazás a Balkánon
- 1999 – A világ végén
- 2000 – Gyémánt
- 2000 – Nem lesz ennek jó vége
- 2002 – Álomból ébredve
- 2004 – Angyali üdvözlet